# Parc éolien de Sidi Daoud

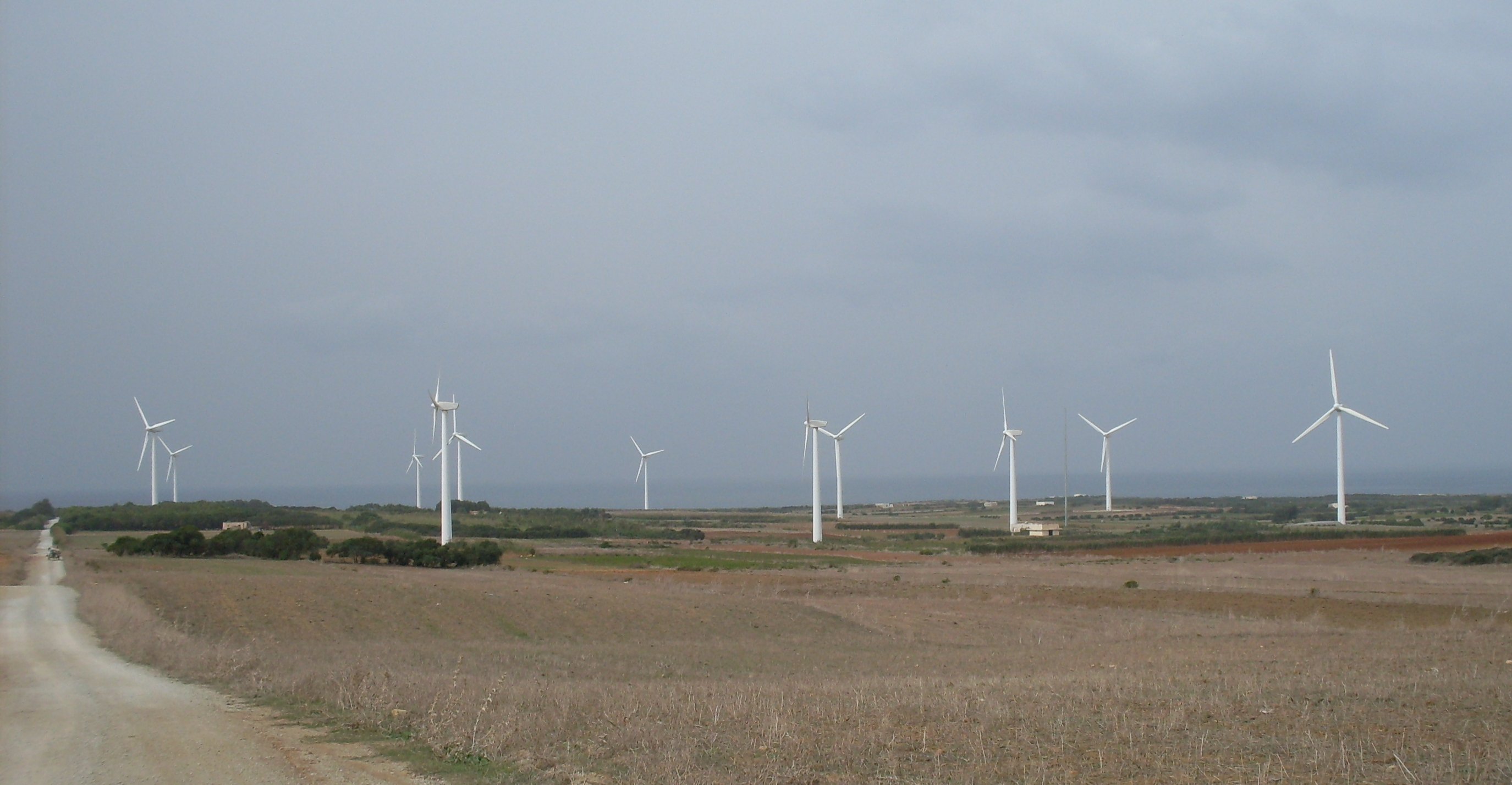
Aperçu partiel du parc éolien.

Le parc éolien de Sidi Daoud est une centrale électrique aménagée sur une côte assez venteuse de la pointe nord du cap Bon en Tunisie.
Elle est créée et mise en service par la Société tunisienne de l'électricité et du gaz en 2000, à une cinquantaine de kilomètres de Tunis. Constituée d'une quarantaine d'éoliennes, fournissant 2 % de la consommation du pays, elle est la seule de ce type à être en service en 2009.
Le projet, d'un coût évalué à 54 millions d'euros, est financé par le Fonds pour l'environnement mondial et du Programme des Nations unies pour le développement. Il entre dans le cadre d'une politique nationale de valorisation des énergies renouvelables.

## Machines installées
- Puissance nominale totale : 10 560 kW (mise en service en 2000)
- Puissance nominale totale : 8 720 kW (mise en service en 2003)
- Puissance nominale totale : 34 320 kW (mise en service en 2009)

## Puissance installée et capacité de production
- Puissance nominale totale installée : 53,6 MW
- Production annuelle estimée : 123 GWh
- Population alimentée par le parc : 49 300 habitants